# Anna-Liese Langeheine
Anna-Liese Langeheine (* 3. Juni 1911 in Hannover; † 22. April 1999 in Emden) war eine deutsche Malerin. Ihr Werk, bestehend aus 525 Arbeiten sowie Entwürfe und Dokumente, befindet sich nahezu vollständig im Besitz des Kunsthauses Leer. Der Sohn hatte diese dem Kunsthaus als Schenkung überlassen. Einzelne Werke sind im Bestand der Gesellschaft für bildende Kunst und vaterländische Altertümer zu Emden, der Ostfriesischen Graphothek (drei Werke) sowie in privatem oder öffentlichen Besitz. In seiner Rede zur Eröffnung des Kunsthauses Leer vertrat der damalige Landrat Bernhard Bramlage am 10. März 2012 die Ansicht, Langeheine gehöre zu den Künstlerinnen, deren „Werk nach dem Krieg die klassische Moderne nach Ostfriesland brachte“.

## Leben
Anna-Liese Langeheine wurde am 3. Juni 1911 als Tochter des Ingenieurs Johannes Harden und seiner Ehefrau Anna, geb. Meyer, in Hannover geboren. Zunächst wuchs sie in Dresden auf, ehe die Familie wieder nach Hannover zurückkehrte. Dort besuchte sie das Lyzeum. Nach dem Abitur nahm sie an der Kunstgewerbeschule Hannover bei Georg Kindermann, Richard Schlösser und Carl Wiederhold ein Studium der Malerei auf. Bei Hermann Scheuenstuhl und Ludwig Vierthaler studierte sie parallel Bildhauerei. Nach Abschluss des Studiums lebte sie zunächst in Hannover. 1937 heiratete sie den Architekten Alfred Langeheine und zog zu ihm nach Celle. Ab 1941 war ihr Mann mehrfach nach Emden abgeordnet, um im Luftschutzbauamt auszuhelfen. Am 1. Januar erhielt er dort als Stadtbauamtmann eine Anstellung auf Lebenszeit, war aber danach durch Wehrdienst, Versetzung nach Pommern und Kriegsgefangenschaft in Italien während des Zweiten Weltkrieges für lange Zeiträume nicht in Emden. Die Familie wohnte in dieser Zeit weiter in Celle, wo 1944 der Sohn Manfred geboren wurde. Am 21. Januar 1946 nahm ihr Mann seine Tätigkeit in Emden wieder auf und leitete das Planungs- und Hochbauamt. In dieser Funktion war er maßgeblich am Wiederaufbau der nahezu völlig zerstörten Stadt beteiligt.
1949 zog die Familie nach Emden, wo Anna-Liese Langeheine 1999 nach langer Krankheit verstarb.

## Werk
Anna-Liese Langeheine arbeitete zunächst eher konservativ-gegenständlich. Ihr Schaffen ist durch Figurenkompositionen mit Sportler-, Tanzgruppen oder Szenen in Lokalen, auf dem Bahnsteig sowie persönliche Porträts geprägt.
Ihre ersten Arbeiten waren Werke der traditionellen Landschaftsmalerei und durch Studienaufgaben inspirierte jugendstilartige Illustrationen und Figurenzeichnungen. In Emden setzte sie sich ab den 1960er Jahren mit Werken der klassischen Moderne auseinander. Sie studierte Werke von Wassily Kandinsky, des Expressionismus, des Surrealismus und vor allem die figürlichen Arbeiten Pablo Picassos. Dadurch wurden ihre eigenen Werke farbiger und stärker abstrahierend. Weitere Inspiration lieferten ihr Reisen nach Italien, Frankreich, Griechenland, Ägypten oder in die Schweiz. Nachdem ihr Mann 1973 in den Ruhestand versetzt worden und der gemeinsame Sohn ausgezogen war, experimentierte sie gerne mit Mischtechniken. So entwickelte sie mit Kaseintempera und ausgeschnittenen Schablonen eine Mischform aus Graphik und Malerei. Ab den 1970er Jahren zeigte sie ihre Werke öffentlich in Ausstellungen in Aurich, Bonn, Celle, Cuxhaven, Emden, Esens, Hannover, Hude, Leer, Norden, Oldendorf, Hillingdon (England) und Stadskanaal (Niederlande). 1973 trat sie der Bezirksgruppe Ostfriesland im Bund bildender Künstlerinnen und Künstler für Niedersachsen bei und war zeitweise in dessen Vorstand tätig.